# Shem HaMephorash

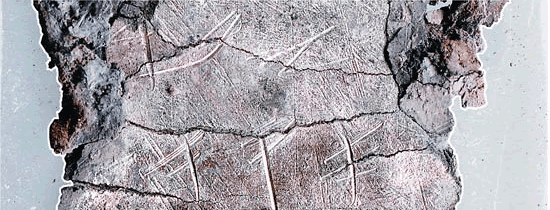
Portion d'écriture sur rouleau d'argent avec la « Bénédiction sacerdotale » (Nombres 6 : 24-26) dans laquelle on peut voir le tétragramme. La première représentation du tétragramme date d'environ 600 avant notre ère. "Que YHWH vous bénisse et vous garde ; que YHWH fasse briller son visage sur vous et vous accorde sa grâce ; que YHWH élève son visage sur vous et vous accorde la paix." En hébreu : יברכך יהוה וישמרך יאר יהוה פניו אליך ויחנך ישא יהוה פניו אליך ויש ם לך שלום Trouvé en 1979 à Jérusalem. Tel que rapporté dans le Bulletin des écoles américaines de recherche orientale par le Dr Gabriel Barkay, l'archéologue de l'Université Bar-Ilan en Israël qui a découvert les artefacts, et les collaborateurs associés au projet de recherche sémitique occidental de Californie du Sud. Le chef du projet est le Dr Bruce Zuckerman, professeur de langues sémitiques à l'U.S.C., qui a travaillé avec le Dr Marilyn J. Lundberg, spécialiste de la Bible hébraïque sur le projet, et le Dr Andrew G. Vaughn, historien biblique au Gustavus Adolphus College. à Saint-Pierre, Minnesota.

Dans la tradition juive, le Schem-hamephorash est le nom secret, imprononçable de Dieu. 
Dans la  tradition kabbalistique (notamment le Sefer Raziel), il est formé de l'association de 72 noms d'anges.
Maïmonide le fait coïncider avec le tétragramme YHWH. Les chapitres LXI et LXII du Guide des égarés sont un développement sur le Schem ha-mephorasch. Ils s'inscrivent dans la réflexion de Maïmonide sur les noms et attributs divins et leur relation à l'essence divine. Les noms divins, dit-il, ne peuvent exprimer que des attributs négatifs (dire ce que Dieu n'est pas) ou des attributs de l'action de Dieu, mais non de son essence, car celle-ci nous est inconnue. Le seul nom qui appartient en propre à Dieu et qui ne décrive pas son action, c'est le nom tétragrammate ou nom de quatre lettres. C'est à ce nom seul que s'applique la dénomination de Schem ha-mephorasch. Le Talmud parle aussi, note Maïmonide, d'un nom de douze lettres et d'un autre de quarante-deux lettres. Ils résultent probablement de l'assemblage de plusieurs mots. Ils servent de substitut au tétragramme que l'on ne peut pas prononcer.